# Granica na Odrze i Nysie Łużyckiej
Granica na Odrze i Nysie Łużyckiej – granica państwowa między Polską a Niemcami po II wojnie światowej ustalona wstępnie przez aliantów na konferencji jałtańskiej i wprowadzona w życie na mocy umowy poczdamskiej ogłoszonej 2 sierpnia 1945 r. Stanowi zachodnią granicę Polski i wschodnią Niemiec.

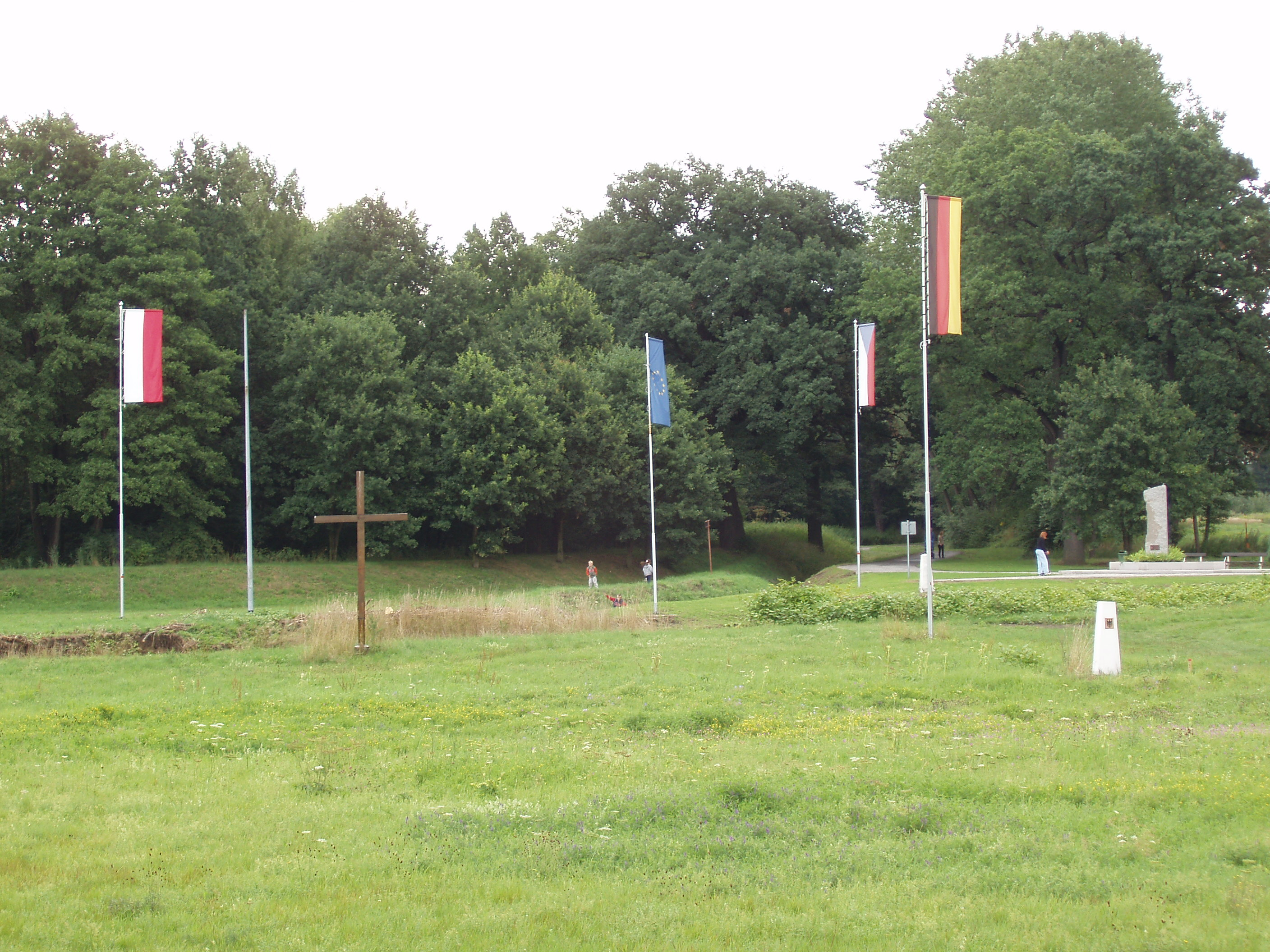
Początek granicy – styk Polski, Czech i Niemiec

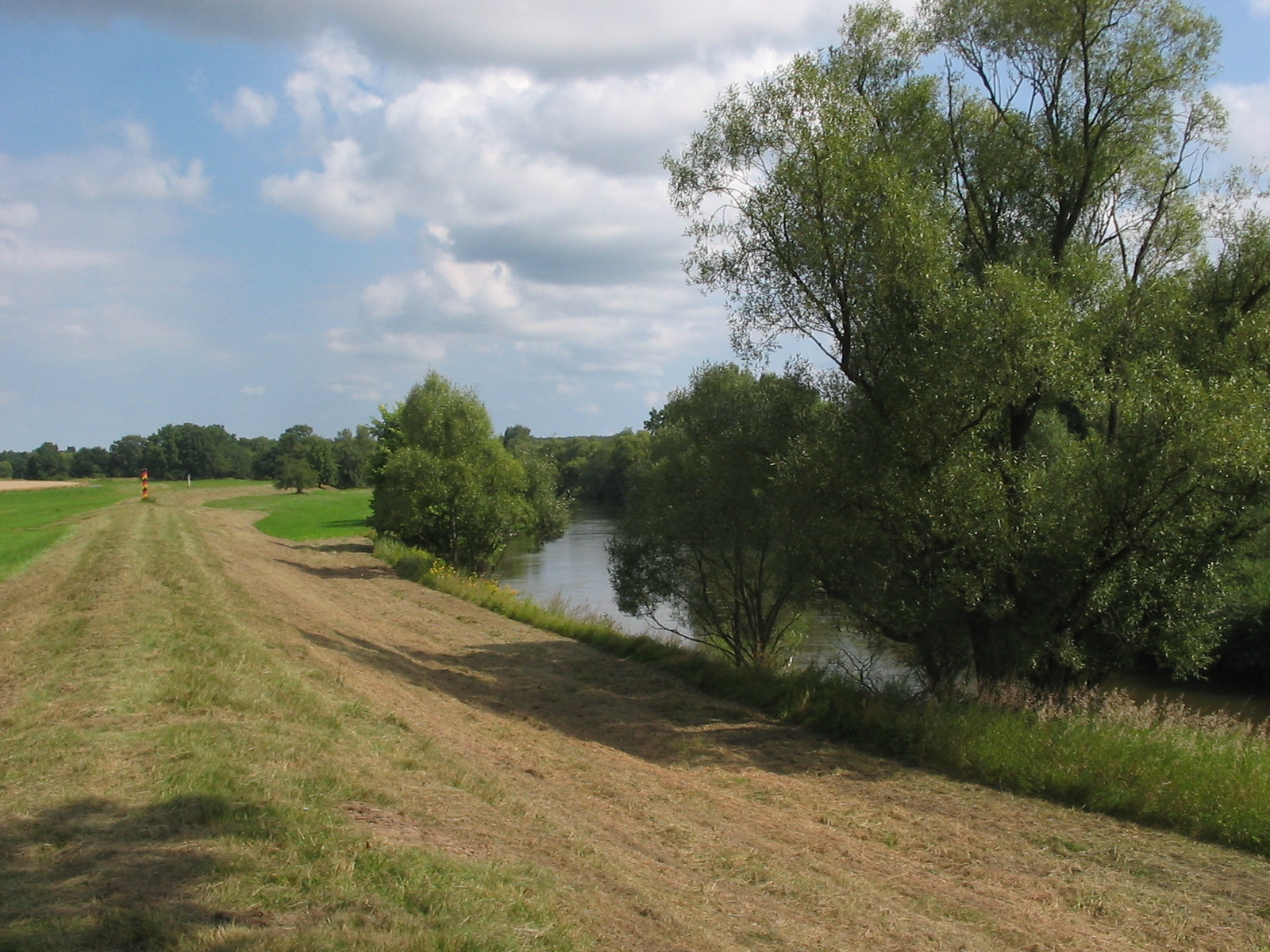
Granica nad rzeką Nysą, brzeg po stronie niemieckiej

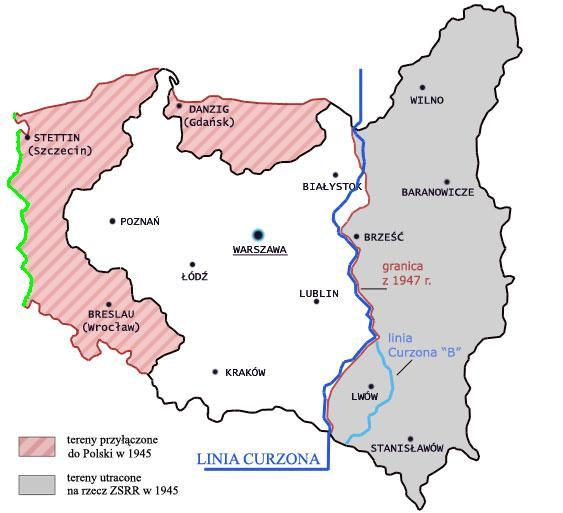
Przesunięcie granic Polski w wyniku II wojny światowej; granica na Odrze i Nysie zaznaczona na zielono

## Przebieg

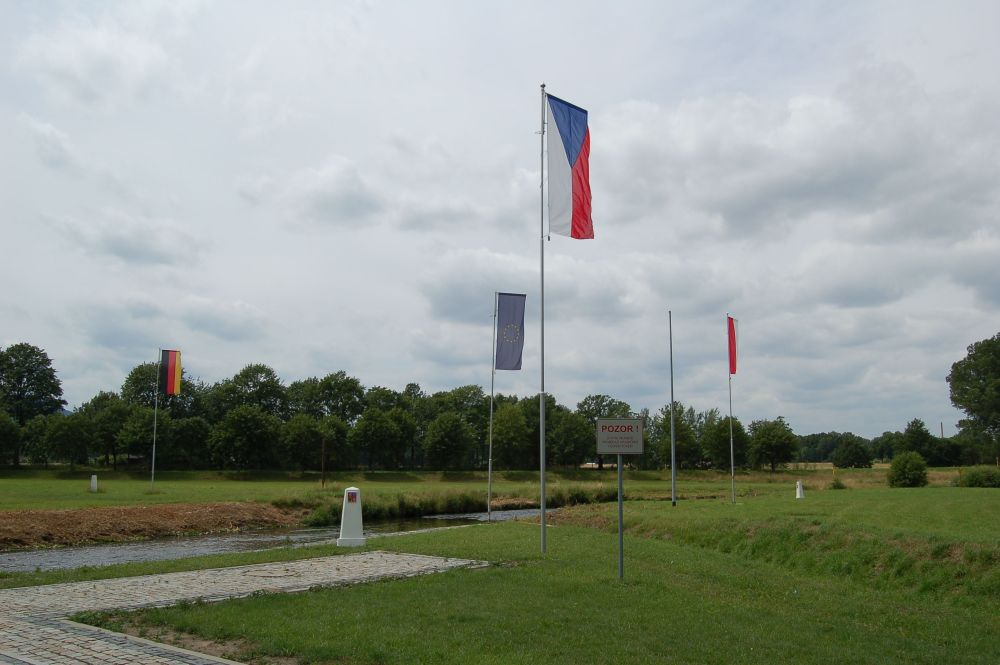
Początek granicy – trójstyk granic Polski, Czech i Niemiec

W południowym swoim odcinku granica zaczyna się u trójstyku (znak graniczny nr 1P) – zbiegu granic trzech państw (Polski, Niemiec i Czech) na południe od Porajowa, następnie przebiega wzdłuż Nysy Łużyckiej pozostawiając po polskiej stronie tzw. „worek żytawski” (zwany też „turoszowskim”).
Nysa Łużycka dzieli kilka nadrzecznych miejscowości: 
- Żytawa/Porajów,
- Görlitz/Zgorzelec,
- Bad Muskau/Łęknica
- Forst/Zasieki i Brożek,
- Guben/Gubin.

Nysa Łużycka kilkanaście kilometrów na północ od Gubina uchodzi do Odry; od tego miejsca to jej nurtem granica biegnie w dół przez następne ok. 200 km – do okolic Gryfina (od Widuchowej, gdzie Odra rozdziela się i tworzy rozlewiska, granica biegnie Odrą Zachodnią).
Na odcinku odrzańskim granica dzieli miejscowości:
- Frankfurt nad Odrą/Słubice,
- Küstrin-Kietz/Kostrzyn nad Odrą.

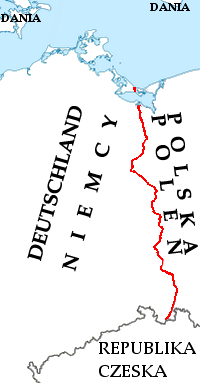
Granica na Odrze i Nysie Łużyckiej

Poniżej Gryfina granica odbija w kierunku północnym od skręcającej na wschód rzeki Odry i biegnie od niej bardziej południkowo, wzdłuż skraju Wzniesień Szczecińskich i Równiny Wkrzańskiej, na zachód od polskich miejscowości Rosówek, Kołbaskowo, Barnisław, Bobolin, Lubieszyn, Buk, Stolec, Rybocin, Poddymin, Dobieszczyn i Myślibórz Wielki, dzieli południkowo Jezioro Myśliborskie Wielkie oraz biegnie dalej wzdłuż koryta Myśliborki aż do jej ujścia do Jeziora Nowowarpieńskiego, przez co pozostawia po polskiej stronie tzw. cypel szczeciński ze Szczecinem, Policami i Nowym Warpnem. Następnie dzieli południkowo na dwie części wody Jeziora Nowowarpieńskiego i Zalewu Szczecińskiego, dochodząc na zachód od Kanału Piastowskiego i Świny do wyspy Uznam i przecinając ją z pozostawieniem po stronie polskiej miasta Świnoujścia, po czym biegnie poprzez wody morskie Zatoki Pomorskiej i kończy się, osiągając granicę strefy morza terytorialnego na Bałtyku.

## Historia kształtowania się obecnej granicy

### Okres przedwojenny

Przesunięcie granic Polski w wyniku II wojny światowej; Linia Curzona zaznaczona na niebiesko

Chociaż granica polsko-niemiecka w oparciu o Odrę i Nysę Łużycką powstała po II wojnie światowej, to już na przełomie XIX i XX w. rodzący się polski ruch narodowy zaczął analizować, jaki kształt powinny przybrać granice odrodzonej Polski. W reakcji na uwidaczniający się brak możliwości odbudowania Polski automatycznie w granicach przedrozbiorowych wykształciła się m.in. tzw. myśl zachodnia, która za cel stawiała sobie uzyskanie dla Polski ziem znajdujących się pod panowaniem niemieckim. W 1887 r. Jan Ludwik Popławski wskazywał na konieczność włączenia do Polski Prus Wschodnich oraz rejonów Poznania, Gdańska i Opola. Roman Dmowski w pierwszych latach XX wieku skonkretyzował program Narodowej Demokracji domagając się dla Polski jedynie ziem etnicznie polskich: Pomorza Nadwiślańskiego, Wielkopolski, Prus Wschodnich i Górnego Śląska. Taki sam program przedstawił także ideolog ruchu ludowego Bolesław Wysłouch.
Już Joachim Lelewel przypominał przebieg granic zachodnich z panowania pierwszych Piastów i wskazywał konieczność posiadania Śląska i granicy opartej o Odrę. Rzekę Odrę jako granicę zachodnią w 1901 r. wskazywał Popławski. Granicę na Nysie Łużyckiej jako pierwszy postulował Wacław Nałkowski w 1912 r., podkreślając strategiczny charakter rzeki jako łączącej miejsca, w których najbardziej zbliżają się do siebie Sudety i Bałtyk. Wcześniej, w 1888 r., podkreślał już znaczenie Odry jako granicy w epoce pierwszych Piastów.
W 1914 r. pojawiły się rosyjskie projekty ustanowienia linii granicznej na linii Odry i Nysy Łużyckiej (plan Sazonowa), zakładające utworzenie autonomicznej Polski. Pod koniec I wojny światowej endecy w swoich postulatach ograniczyli się do starań o Wielkopolskę, Pomorze Gdańskie, Mazury i Górny Śląsk, niemniej Alfons J. Parczewski postulował w 1919 r., by do Polski przyłączyć także fragment Dolnego Śląska obejmujący Brzeg, Międzybórz, Namysłów, Oławę, Syców, Trzebnicę oraz części powiatów: głogowskiego i zielonogórskiego, ponadto pogranicze pomiędzy Pomorzem Gdańskim i Tylnym (ziemię lęborsko-bytowską oraz dawne starostwo drahimskie), a także część Pomorza Tylnego obejmującą ziemię słupsko-sławieńską. Jednocześnie jeszcze w 1919 r. Józef Dąbrowski wyrażał obawę przed włączaniem do Polski zbyt wielu ziem zamieszkanych przez ludność niemiecką.
W okresie dwudziestolecia międzywojennego debaty o zmianach granic także miały charakter czysto akademicki, polski rząd nie zgłaszał bowiem roszczeń terytorialnych względem Niemiec i starał się utrzymywać z nimi jak najlepsze stosunki. Niemniej pojawiały się sugestie, że oparcie granicy z Niemcami na Odrze byłoby dla Polski korzystne. Chętnie przywoływano przy tej okazji zasięg państwa Bolesława Chrobrego. Postulaty takie uznawano jednak za nierealne. Teodor Tyc opisując granice państwa wczesnopiastowskiego podkreślił w 1925 r. naturalny charakter granicy na Odrze i Sudetach. Stanisław Pawłowski natomiast wskazywał na brak naturalnych barier na ówczesnych granicach, jako że rzeki takie jak Odra i Barycz znajdowały się poza granicami Polski. W 1933 r. Zygmunt Wojciechowski stworzył koncepcję ziem macierzystych Polski, których posiadanie uważał za niezbędne dla bezpieczeństwa państwa: w tym Pomorza ze Szczecinem, Śląska z Wrocławiem i ziemi lubuskiej..

### II wojna światowa

#### Postulaty polskie
Od początku II wojny światowej wskazywano na konieczność zmiany granic i wytyczenia granicy lepszej do obrony, tj. krótszej. Pierwszym ugrupowaniem, które podniosło postulat objęcia ziem po Odrę i Nysę Łużycką była założona w październiku 1939 r. konspiracyjna endecka organizacja Ojczyzna. Pierwsze oficjalne roszczenia terytorialne władze polskie zgłosiły w listopadzie 1940 r., a obejmowały one niemiecki Górny Śląsk, Gdańsk oraz Prusy Wschodnie. Postulat ten potwierdziła uchwała rządu z grudnia 1942 r. Również Delegatura Rządu na Kraj wskazywała w tym czasie również na konieczność przyłączenia Pomorza po Kołobrzeg. W marcu 1944 r. Rada Jedności Narodowej w swojej deklaracji „O co walczy Naród Polski?” postulowała włączenie do Polski całych Prus Wschodnich, Gdańska, Pomorza po ujście Odry, ziem pomiędzy Notecią a Wartą oraz niemieckiej części Górnego Śląska wraz z „odpowiednim pasem bezpieczeństwa”. W ten niejednoznaczny sposób RJN oficjalnie odpowiedziała się za ustanowieniem zachodniej granicy Polski na Odrze i Nysie Łużyckiej.
Również polscy komuniści od początku powstania PPR opowiadali się za szerokimi nabytkami terytorialnymi na zachodzie, w odróżnieniu jednak od innych środowisk łączyli ten postulat ze zrzeczeniem się praw do Kresów Wschodnich. Deklaracja programowa Związku Patriotów Polskich z 1943 r. obejmowała granicę na Odrze oraz przyłączenie całego Śląska..

#### Rokowania mocarstw
Pierwszym przywódcą zagranicznym, który zaproponował przesunięcie granicy polsko-niemieckiej na zachód był Józef Stalin, a propozycja taka padła w grudniu 1941 r. Polski rząd słusznie obawiał się jednak, że zmiany terytorialne na zachodzie mają mieć charakter rekompensaty za stratę Kresów Wschodnich, dlatego propozycję przyjęto wstrzemięźliwie i zadeklarowano tylko konieczność włączenia do Polski Prus Wschodnich i Gdańska. Faktycznie kilka dni później taką propozycję przywódcy ZSRR złożyli Wielkiej Brytanii. Stanowiska brytyjskie i amerykańskie w kwestii powojennej granicy (zarówno zachodniej, jak i wschodniej) zostało ukształtowane w przededniu konferencji teherańskiej i zakładało przesunięcie kraju na zachód. W 1943 r. na konferencji w Teheranie Winston Churchill zaproponował ustalenie granicy Polski na Odrze, stwierdzając jednak, że jej szczegółowy przebieg trzeba będzie dopiero uzgodnić.
W styczniu 1944 r. o wytyczeniu granicy wzdłuż Nysy Łużyckiej i Odry (ale ze Szczecinem w Niemczech) zdecydował Józef Stalin, a w lipcu podpisał z polskimi komunistami umowę, zgodnie z którą ZSRR miał poprzeć postulat granicy na Odrze i Nysie Łużyckiej. Bardziej zachowawcze były pierwsze manifesty PKWN, które w kwestii granic zachodnich obejmowały jedynie obszar Pomorza po Odrę, niemieckiego Górnego Śląska i Prus Wschodnich.
Na konferencji jałtańskiej wielka trójka, arbitralnie ustanawiając powojenny podział Europy, przychyliła się do żądań Stalina utrzymania przez ZSRR jego zdobyczy terytorialnych powziętych kosztem Polski. Granicę pomiędzy Polską a ZSRR ustanowiono w oparciu o zaproponowaną ćwierć wieku wcześniej w 1920 r. linię demarkacyjną rozdziału wojsk sowieckich i polskich zwaną linią Curzona, toteż Wileńszczyzna, większość Zachodniej Białorusi z Brześciem nad Bugiem, Baranowiczami i Grodnem oraz Zachodniej Ukrainy z Lwowem, Stanisławowem i Tarnopolem pozostały w rękach ZSRR, zaś Polska utrzymała z terenów dawnej Litwy i Rusi jedynie Suwalszczyznę, większość Podlasia z Białymstokiem i Drohiczynem, fragment Polesia z Białą Podlaską, fragment ziemi bełskiej z Lubaczowem, Chełmszczyznę (w tym wschodnią Zamojszczyznę z Zamościem i Hrubieszowem), Rzeszowszczyznę, ziemię przemyską (bez Chyrowa) oraz ziemię sanocką. Decyzja wielkiej trójki skutkowała tym, że Polacy zamieszkali na Kresach Wschodnich, chcąc żyć w państwie polskim, musieli opuścić zamieszkiwane przez siebie tereny i przenieść się wraz ze wszystkim, co udało im się zabrać ze sobą, na zachód.
Jako rodzaj „rekompensaty” zdecydowano przyznać Polsce pozostałe przy Niemczech części zaboru pruskiego, tj. nienależące do Polski części Pomorza Gdańskiego (byłe Wolne Miasto Gdańsk z Gdańskiem, Sopotem, Nowym Dworem Gdańskim i Nowym Stawem, Człuchów, dawne starostwo drahimskie z Czaplinkiem oraz ziemię lęborsko-bytowską z Łebą, Lęborkiem i Bytowem), Krajny (z Człopą, Wałczem, Piłą, Krajenką, Miasteczkiem Krajeńskim, Wieleniem, Jastrowiem, Złotowem, Tucznem i Debrznem), Wielkopolski (z Trzcianką, Krzyżem, Międzyrzeczem, Skwierzyną, Santokiem, Bledzewem, Czarnomyślem, Gościkowem, Trzcielem, Babimostem, Kargową, Zbąszynkiem i Wschową), niemiecką część Górnego Śląska z Zabrzem, Gliwicami i Opolem (ale bez czeskiego Zaolzia anektowanego przez Polskę po układzie monachijskim) oraz południową część Prus, tj. Warmię (z Olsztynem, Braniewem, Barczewem, Fromborkiem, Ornetą i Lidzbarkiem Warmińskim), Mazury (z Ełkiem, Mrągowem, Giżyckiem, Oleckiem, Ostródą, Olsztynkiem, Miłomłynem, Nidzicą, Wielbarkiem i Szczytnem), Powiśle (z Elblągiem, Tolkmickiem, Malborkiem, Sztumem, Dzierzgoniem, Kwidzynem, Iławą, Suszem, Prabutami, Kisielicami i Zalewem), Hockerlandię (z Morągiem, Pasłękiem, Miłakowem i Młynarami) oraz fragment Małej Litwy (z Gołdapią), a ponadto inne terytoria leżące przed II wojną światową w granicach Niemiec: fragment niemieckiego Pomorza Przedniego (ze Szczecinem, Świnoujściem, Wolinem, Policami, Nowym Warpnem i Goleniowem), całe Pomorze Tylne (ze Stargardem, Kołobrzegiem, Koszalinem i Słupskiem), prawobrzeżną ziemię lubuską z Gorzowem i Kostrzynem, prawobrzeżne Łużyce, Dolny Śląsk z Wrocławiem, Legnicą i Zieloną Górą, a także ziemię kłodzką. Koncepcja tak ustanowionej granicy opierała się m.in. na dążeniu do maksymalnego skrócenia polsko-niemieckiej linii granicznej. Argument ten był często później przedstawiany przy okazji porównywania nowej granicy do przebiegu granic Polski sprzed 1939 roku, kiedy terytorium Polski wraz z Wolnym Miastem Gdańskiem otoczone było przez terytoria niemieckie z aż trzech stron, umożliwiając Niemcom we wrześniu 1939 r. inwazję ze wszystkich tych kierunków.
Ponieważ Stalin ustanowił w Polsce marionetkowy rząd, alianci zaczęli wycofywać się z poparcia dla ustanowienia zachodniej granicy Polski na linii Odry i Nysy, ograniczając się do deklaracji o przyznaniu Polsce bliżej nieokreślonych terytoriów poniemieckich. Wraz z postępami frontu od 20 lutego 1945 r. ZSRR przekazywał Polsce Ludowej kolejne terytoria na zachodzie, co spotkało się z protestami mocarstw zachodnich. Swój sprzeciw wobec granicy na Odrze i Nysie Łużyckiej alianci podtrzymywali również na konferencji w Poczdamie i próbowali przeforsować wytyczenie granicy wzdłuż Odry i Nysy Kłodzkiej. W międzyczasie ZSRR kompromisowo zaproponował Polakom linię rzeki Kwisy, ale ostatecznie Amerykanie zgodzili się na granicę wzdłuż Nysy Łużyckiej.

### Urzeczywistnienie, formalizacja i korekty granicy z NRD

#### 1945

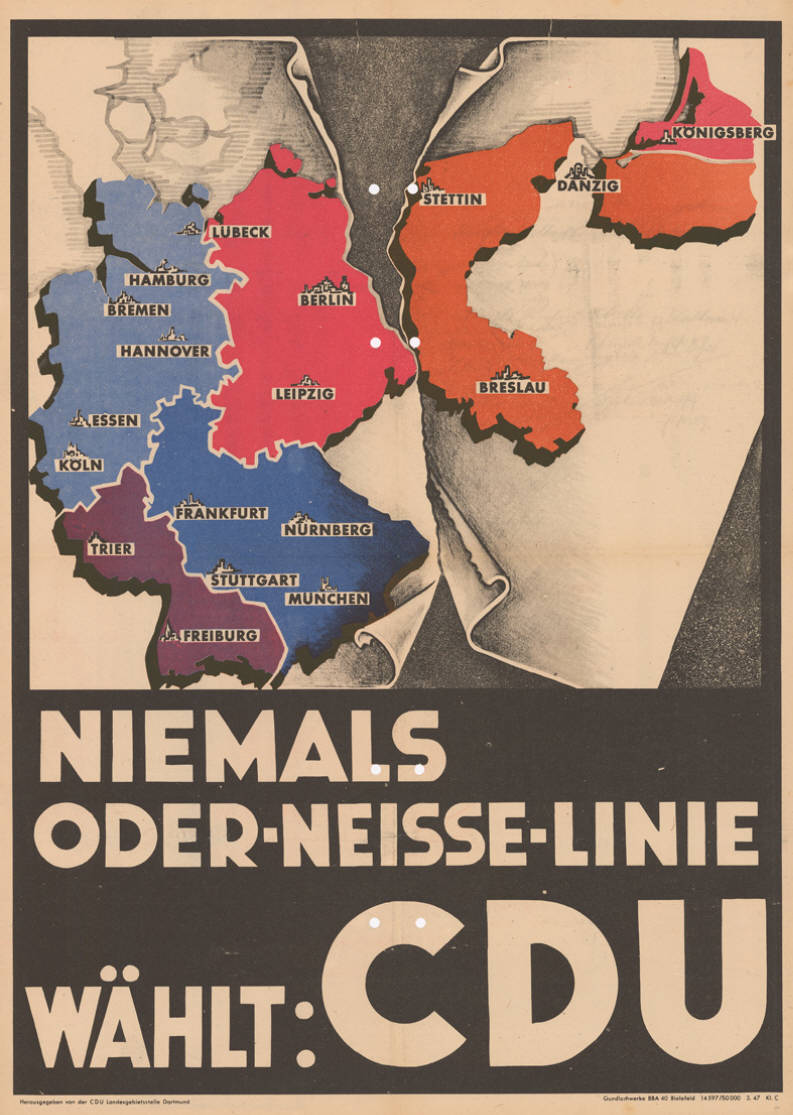
Plakat wyborczy CDU w wyborach do landtagu w Nadrenii Północnej-Westfalii w 1947 r.

Mocarstwa dokonały tymczasowego zatwierdzenia nowego przebiegu granicy 2 sierpnia 1945 r. umową poczdamską, stanowiącą w pierwszych latach powojennych jedyną formalną podstawę dokonywanych zmian terytorialnych, pomimo iż Polska ani Niemcy nie były jej stronami. Na mocy jej postanowień Polska otrzymała Szczecin w całości, bez podziału miasta na część polską i niemiecką, ponadto mocarstwa zgodziły się, aby Niemcy zamieszkujący ziemie przyznane Polsce zostali wywłaszczeni oraz wysiedleni na zachód poza granicę na Odrze i Nysie. Proces ten odbywał się często bez zachowania standardów humanitarnych i w niemieckiej historiografii nazywany jest Vertreibung („wypędzeniem”). Równocześnie z operacją przemieszczania Niemców w głąb Niemiec i Polaków z Kresów do nowych województw zachodnich i północnych (nazywanych w polskiej powojennej propagandzie „Ziemiami Odzyskanymi”) przeprowadzane były także operacje przymusowego rozpraszania na Ziemiach Zachodnich mieszkającej w Bieszczadach i wschodniej Małopolsce ludności ukraińskiej i łemkowskiej w ramach Akcji „Wisła”.
Przyjęty na konferencji poczdamskiej przebieg granicy Polski z radziecką strefą okupacyjną Niemiec okazał się w praktyce w szeregu lokalizacji absurdalny, toteż jeszcze w 1945 r. dokonano szeregu korekt. Podczas rozmów prowadzonych 20 i 21 września 1945 w Greifswaldzie i Schwerinie z inicjatywy polskiej miejscowości Rieth i Altwarp, pierwotnie przyznane Polsce, oddane zostały stronie niemieckiej w zamian za Stolec i Buk, ponadto Polsce przyznano także w całości miejscowości Bobolin, Barnisław, Rosówek, Pargowo oraz drogę Stobno – Kołbaskowo. Ustalona granica zaczęła obowiązywać 4 października 1945. Pomimo to, obszar dzisiejszego powiatu polickiego i północnego Szczecina pozostawał jako tzw. Enklawa Policka jeszcze przez rok poza polską administracją.

#### 1949

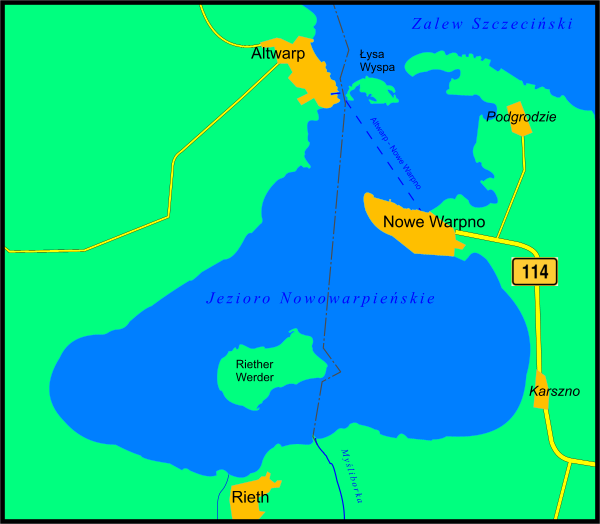
Mapa okolic Jeziora Nowowarpieńskiego z zaznaczonymi Nowym Warpnem, Rieth i Altwarp

Cztery lata później dokonano regulacji granicy na wysokości skrzyżowania i drogi Linki – Neu Lienken – Buk (od ob. znaków granicznych nr 802 do nr 823). Do 1949 r. przebieg ówczesnej granicy na tym odcinku był inny. Całe skrzyżowanie (53°27′11,13″N 14°21′58,09″E/53,453092 14,366136) w Nowych Linkach należało wówczas do Polski, po 1949 przeszło na stronę NRD, w zamian przyłączono do Polski wąski pas ziemi leżący bezpośrednio po zachodniej stronie drogi z Nowych Linek do Buku. Przebieg granicy uzyskał w ten sposób kształt wygiętego kolana. Ta regulacja wymogła na stronie polskiej wybudowanie na tym odcinku nowej drogi do Buku (53°27′27,70″N 14°22′32,93″E/53,457694 14,375814), która dostosowana jest do nowego kształtu granicy.

#### 1950–51
Pierwszym prawnym potwierdzeniem międzypaństwowym ustalającym przebieg granicy na Odrze i Nysie był układ zgorzelecki z 6 lipca 1950 zawarty między PRL i NRD, który ówczesne władze Niemiec Zachodnich oprotestowały jako „nieważny i nieistniejący” (null und nichtig). W styczniu 1951 r. opracowano akt o wykonaniu wytyczenia w terenie granicy między Polską i NRD, potwierdzając objęcie przez polską administrację wysp między Odrą Zachodnią i Regalicą (Międzyodrze) na południe od Gryfina. Teren ten przyznany został Polsce już podczas konferencji poczdamskiej, jednak nie został do tego czasu objęty przez Polskę. Po zatwierdzeniu granicy w 1945 roku Świnoujście straciło dostęp do wody pitnej (przez sześć lat sprowadzano wodę zza granicy), teraz dokonano korekty granicy na wyspie Uznam. Dopiero 27 listopada 1950 r. rząd NRD wyraził zgodę na przekazanie Polsce ujęcia wody położonego przy jeziorze Wolgastsee i wytyczeniu tam na nowo granicy. W czerwcu 1951 roku włączono do Polski obszar o powierzchni 76,5 ha wraz ze stacją uzdatniania wody, tworząc wysunięty w obszar niemiecki charakterystyczny cypel (tzw. Worek 53°54′49,11″N 14°11′11,18″E/53,913642 14,186439). W zamian Niemcom przyznano podobny obszar między ujęciem wody a Zatoką Pomorską.

#### 1968–69
Granicę morską regulowała natomiast początkowo umowa między Polską Rzecząpospolitą Ludową a Niemiecką Republiką Demokratyczną o rozgraniczeniu szelfu kontynentalnego w Morzu Bałtyckim, sporządzona w Berlinie dnia 29 października 1968 r., posiadająca jednakże wiele wad i pozostawiająca pole do różnych jej interpretacji, a przez to skutkująca wieloletnimi zatargami granicznymi.

#### 1970–72
Zabiegi o uznanie międzynarodowe granicy poza blokiem wschodnim napotykały na liczne opory, w szczególności w Niemczech Zachodnich, gdzie środowiska wypędzonych długo stanowiły w polityce istotną grupę nacisku dysponującą licznym elektoratem, jak również w niektórych krajach trzecich, które w okresie zimnej wojny stosowały różne taktyczne zagrania, używając jako karty przetargowej m.in. sprawę uznania granicy na Odrze i Nysie. Niemcy Zachodnie uznały zachodnią granicę Polski politycznie dopiero 7 grudnia 1970 r. w układzie PRL-RFN, zastrzegając przy tym, że było to uznanie jedynie de facto, zaś do zawarcia ostatecznej wiążącej prawnie umowy międzynarodowej uprawnione byłoby wyłącznie zjednoczone i suwerenne państwo niemieckie, w ramach przyszłej konferencji pokojowej zapowiedzianej w umowie poczdamskiej. W ślad za jego ratyfikacją, 28 czerwca 1972 r. granicę uznała także Stolica Apostolska, poprzez konstytucje apostolskie Episcoporum Poloniae coetus i Vratislaviensis-Berolinensis et aliarium, wydane w formie bulli przez papieża Pawła VI.

#### 1989
W 1989 roku, po trwającym cztery lata konflikcie, dokonano rozgraniczenia wód terytorialnych pomiędzy Polską a NRD. Pod presją ZSRR, NRD zaakceptowała korzystne dla Polski postanowienia umowy między Polską Rzecząpospolitą Ludową a Niemiecką Republiką Demokratyczną w sprawie rozgraniczenia obszarów morskich w Zatoce Pomorskiej, podpisanej w Berlinie dnia 22 maja 1989 r.

## Współczesność
Do podpisania uznanego przez całą społeczność międzynarodową ostatecznego, prawnie wiążącego polsko-niemieckiego traktatu granicznego, potwierdzającego postanowienia umów pomiędzy Polską a NRD z lat 1950 i 1989, doszło dopiero 14 listopada 1990 r., blisko pół wieku po zakończeniu wojny. Jego uzupełnienie stanowił polsko-niemiecki traktat o dobrym sąsiedztwie, który w preambule również potwierdził nienaruszalność granic. Zgodnie z ustalonymi w traktacie 2+4 warunkami, pod którymi zjednoczone Niemcy odzyskały 15 marca 1991 r. pełną suwerenność, Bundestag po uprzedniej burzliwej debacie w dniu 17 października 1991 r. zasadniczą większością głosów uchwalił, a Bundesrat 8 listopada 1991 r. jednogłośnie zatwierdził, ustawę zezwalającą Prezydentowi Federalnemu na ratyfikację obu traktatów z Polską, co Richard von Weizsäcker uczynił 16 grudnia 1991 r. tj. dwa lata po upadku muru berlińskiego, rok po zjednoczeniu Niemiec i 9 miesięcy po odzyskaniu przez nie pełnej suwerenności, zaś miesiąc później, 16 stycznia 1992 r., dokonano wymiany dokumentów ratyfikacyjnych, wskutek czego traktaty uprawomocniły się i weszły w życie. Otworzyło to również drogę do ustanowienia i uregulowania współpracy w wielu kwestiach technicznych dotyczących wspólnej granicy, poprzez dalsze szczegółowe umowy, do których należały m.in.: 
- traktat między Rzecząpospolitą Polską a Republiką Federalną Niemiec o współpracy w dziedzinie gospodarki wodnej na wodach granicznych z dnia 19 maja 1992 r.[18],
- umowa między Rzecząpospolitą Polską a Republiką Federalną Niemiec o utrzymaniu mostów granicznych na granicy polsko-niemieckiej w ciągu polskich dróg krajowych i niemieckich dróg federalnych, sporządzona w Warszawie dnia 20 marca 1995 r.[19],
- umowa w sprawie Międzynarodowej Komisji Ochrony Odry przed Zanieczyszczeniem, sporządzona we Wrocławiu dnia 11 kwietnia 1996 r.[20],
- umowa między Rzecząpospolitą Polską a Republiką Federalną Niemiec o wzajemnej pomocy podczas katastrof i klęsk żywiołowych lub innych poważnych wypadków, sporządzona w Warszawie dnia 10 kwietnia 1997 r.[21]
- umowa między Rządem Rzeczypospolitej Polskiej a Rządem Republiki Federalnej Niemiec o budowie i utrzymaniu granicznych obiektów mostowych w Rzeczypospolitej Polskiej zlokalizowanych w ciągu dróg publicznych poza siecią dróg krajowych, w Republice Federalnej Niemiec w ciągu dróg publicznych poza siecią dróg federalnych, podpisania we Frankfurcie nad Odrą dnia 21 listopada 2000 r.[22],
- umowa między Rzecząpospolitą Polską a Republiką Federalną Niemiec o oznakowaniu i utrzymaniu wspólnej granicy na odcinkach lądowych i wodach granicznych oraz powołaniu Stałej Polsko-Niemieckiej Komisji Granicznej, podpisana w Warszawie dnia 16 września 2004 r.[23],
- umowa ramowa między Rzecząpospolitą Polską a Republiką Federalną Niemiec o współpracy transgranicznej w ratownictwie medycznym, podpisana w Warszawie dnia 21 grudnia 2011 r.[24],
- porozumienie między Rządem Rzeczypospolitej Polskiej a Rządem Republiki Federalnej Niemiec o utworzeniu Polsko-Niemieckiego Centrum Współpracy Służb Granicznych, Policyjnych i Celnych, zawarte dnia 17 lutego 2011 r.[25],
- umowa między Rządem Rzeczypospolitej Polskiej a Rządem Republiki Federalnej Niemiec o wspólnej poprawie sytuacji na drogach wodnych na pograniczu polsko-niemieckim (ochrona przeciwpowodziowa, warunki przepływu i żeglugi), podpisana w Warszawie dnia 27 kwietnia 2015 r.[26]
- umowa między Rzecząpospolitą Polską a Republiką Federalną Niemiec o współpracy w dziedzinie komunikacji kolejowej przez polsko-niemiecką granicę państwową, sporządzona w Berlinie dnia 14 listopada 2012 r.[27],
- umowa między Rzecząpospolitą Polską a Republiką Federalną Niemiec o budowie i utrzymaniu granicznych obiektów mostowych w ciągu linii kolejowych o znaczeniu państwowym w Rzeczypospolitej Polskiej i w ciągu federalnych linii kolejowych w Republice Federalnej Niemiec, podpisana we Frankfurcie nad Odrą dnia 26 lutego 2008 r.[28],
- umowa między Rządem Rzeczypospolitej Polskiej a Rządem Republiki Federalnej Niemiec o współpracy służb policyjnych, granicznych i celnych, sporządzona w Zgorzelcu dnia 15 maja 2014 r.[29], która zastąpiła kilka innych umów, tj. umowę między Rzecząpospolitą Polską a Republiką Federalną Niemiec o ułatwieniach w odprawie granicznej, sporządzoną w Warszawie dnia 29 lipca 1992 r.[30], umowę między Rządem Rzeczypospolitej Polskiej a Rządem Republiki Federalnej Niemiec o współpracy w zakresie zwalczania przestępczości zorganizowanej oraz szczególnie niebezpiecznych przestępstw, podpisaną we Wrocławiu dnia 18 czerwca 2002 r.[31], umowę między Rządem Rzeczypospolitej Polskiej a Rządem Republiki Federalnej Niemiec o współpracy policji i straży granicznych na terenach przygranicznych, podpisana w Berlinie dnia 18 lutego 2002 r.[32] oraz umowę między Rządem Rzeczypospolitej Polskiej a Rządem Republiki Federalnej Niemiec o przejściach granicznych i rodzajach ruchu granicznego, sporządzoną w Bonn dnia 6 listopada 1992 r.[33],
- umowa między Rządem Rzeczypospolitej Polskiej a Rządem Republiki Federalnej Niemiec w zakresie ocen oddziaływania na środowisko i strategicznych ocen oddziaływania na środowisko w kontekście transgranicznym, podpisana w Neuhardenberg dnia 10 października 2018 r.[34].

Na mocy traktatu ateńskiego zniesiono 1 maja 2004 r. między Polską a Niemcami granicę celną. 21 grudnia 2007 r. zniesiono także kontrole graniczne i rozpoczęto demontaż fizycznych zabezpieczeń na granicy, wraz z wejściem Polski do strefy Schengen.